# Drôme Classic 2023
La 10e édition de la Drôme Classic (officiellement Faun Drôme Classic 2023 pour des raisons de sponsoring), une course cycliste masculine sur route, a lieu en France le 26 février 2023. Elle fait partie du calendrier UCI ProSeries 2023 (deuxième niveau mondial) en catégorie 1.Pro.

## Présentation

### Parcours
Au départ d'Étoile-sur-Rhône, le parcours traverse les communes de Montoison, Montmeyran, Upie, Eurre, Allex, pour refermer la boucle à Étoile-sur-Rhône. Cette boucle est parcouru 2 fois et demi, jusqu'à Allex, où le trajet part pour une boucle vers Grane, Roynac, et Marsanne. De retour à Grane, puis Allex, les coureurs reviennent pour l'arrivée à Étoile-sur-Rhône. Ils doivent franchir plusieurs difficultés, comme le Mur d'Eurre, le col du Devès, le col de la grande limite, le col des Roberts, la côte de Grane et le Mur d'Allex.

### Équipes participantes
Initialement inscrite, la formation Nice Métropole Côte d'Azur n'est pas au départ, n'ayant pas payé à temps une taxe permettant de participer aux épreuves UCI ProSeries. L'équipe n'est pas repêchée par l'Union cycliste internationale.
| WorldTeams (13)- AG2R Citroën Team - Arkéa-Samsic - Astana Qazaqstan Team - Bora-Hansgrohe - Cofidis - EF Education-EasyPost - Groupama-FDJ - Intermarché-Circus-Wanty - Soudal Quick-Step - Team DSM - Team Jayco AlUla - Trek-Segafredo - UAE Team Emirates ProTeams (6)- Bingoal WB - Israel-Premier Tech - Lotto Dstny - TotalEnergies - Tudor Pro Cycling Team - Uno-X Pro Cycling Team Équipes continentales (2)- CIC U Nantes Atlantique - Saint Michel-Mavic-Auber 93 |
| |

### Principaux coureurs présents
Plusieurs coureurs de renom sont présents à cette Drôme-Ardèche Classic 2023 : Diego Ulissi, George Bennett, Sergio Higuita, Jai Hindley, Cian Uijtdebroeks, Lilian Calmejane, Julian Alaphilippe,Andrea Bagioli, Rémi Cavagna, Ilan Van Wilder, David Gaudu, Guillaume Martin, Mattias Skjelmose, Nacer Bouhanni, Clément Champoussin, Nans Peters, Alessandro De Marchi, Esteban Chaves, Romain Bardet, Pierre Latour, Alexis Vuillermoz, Mathieu Burgaudeau, Simon Clarke ou encore Michael Woods.
A noter la présence de cinq anciens vainqueurs de la course, à savoir Romain Bardet, Lilian Calmejane, Alexis Vuillermoz, Simon Clarke et Andrea Bagioli.

### Récit de course
La course est rendue très difficile par des rafales de vent allant jusqu'à 90 km/h, si bien qu'une annulation de la course est envisagée au premier abord. Au 6ème kilomètre, une échappée composée de Jacob Hindsgaul (Uno-X Pro Cycling Team), Fabien Doubey (TotalÉnergies), Cristian Rodriguez (Team Arkéa-Samsic), Alexis Guérin (Bingoal WB), Nolann Mahoudo (CIC U Nantes Atlantique) et Simon Pellaud (Tudor Pro Cycling) se forme et atteint 5 min 30 d'avance sur le peloton. 
Du fait des rafales de vent, des bordures se forment dès le 85ème kilomètre et scinde le peloton en deux. Le groupe de tête est composé de 25 coureurs dont Julian Alaphilippe, David Gaudu et Mattias Skjelmose qui étaient sur le podium de l'Ardèche Classic la veille. Jai Hindley et Sergio Higuita sont les principaux piégés. À 80 kilomètres de l'arrivée, le groupe rattrape l'échappée matinale et atteint 1 min 40 d'avance sur le peloton des piégés.
À 50 kilomètres de l'arrivée, des vents de côté de plus de 50 km/h ont encore durci la course, permettent à un groupe de 10 coureurs de prendre plus de 2 minutes d'avance sur leurs poursuivants. Vainqueur la veille, Alaphilippe se mue en équipier pour Andrea Bagioli, vainqueur de l'épreuve il y a deux ans. Après plusieurs attaques de Guillaume Martin, son coéquipier Anthony Perez place une attaque tranchante dans le Col de la Grande Limite (3,9 km à 6,6 %) à environ 40 km de l'arrivée. Le Toulousain se retrouve seul en tête et voit son avance grandir.
Dans la côte des Roberts (4,2 km à 4,9 %), Bagioli attaque, suivi par Gaudu. Ils sont rejoints dans la descente par Alaphilippe, Romain Bardet, Rui Costa, Quinn Simmons et Corbin Strong. Un autre groupe de contre se trouve à une trentaine de secondes. Malgré le vent, les efforts et la dernière difficulté, le Mur d'Allex (700 m à 8,4 %), Anthony Perez résiste et reprend du temps à ses poursuivants. 
Dans le Mur d'Allex, Bagioli attaque, suivi par Gaudu. Ils sont rejoints par Costa et Simmons. Alaphilippe, épuisé par ses efforts, se relève. Résistant toujours à ses quatre poursuivants, Anthony Perez aborde alors la toute dernière difficulté, la Côte Chaude et s'impose en solitaire. Il s'agit de la 6ème victoire de sa carrière, et la première en ProSeries.
Le quatuor arrive avec 1 min 11 de retard, Costa et Bagioli prennent quelques longueurs d'avance en vue du podium, le Portugais finit alors deuxième et l'Italien troisième. Gaudu et Simmons terminent ensuite quatrième et cinquième.

## Classements

### Classement final
| \| Classement général \| Classement général \| Classement général \| Classement général \| Classement général \| \| Coureur \| Coureur \| Pays \| Équipe \| Temps \| \| ------------------ \| ------------------ \| ------------------ \| ------------------------ \| ------------------ \| \| 1er \| Anthony Perez \| France \| Cofidis \| 4 h 57 min 26 s \| \| 2e \| Rui Costa \| Portugal \| Intermarché-Circus-Wanty \| + 1 min 11 s \| \| 3e \| Andrea Bagioli \| Italie \| Soudal Quick-Step \| + 1 min 11 s \| \| 4e \| David Gaudu \| France \| Groupama-FDJ \| + 1 min 13 s \| \| 5e \| Quinn Simmons \| États-Unis \| Trek-Segafredo \| + 1 min 13 s \| \| 6e \| Mattias Skjelmose \| Danemark \| Trek-Segafredo \| + 1 min 34 s \| \| 7e \| Georg Zimmermann \| Allemagne \| Intermarché-Circus-Wanty \| + 1 min 38 s \| \| 8e \| Simon Clarke \| Australie \| Israel-Premier Tech \| + 1 min 41 s \| \| 9e \| Corbin Strong \| Nouvelle-Zélande \| Israel-Premier Tech \| + 1 min 43 s \| \| 10e \| Dorian Godon \| France \| AG2R Citroën Team \| + 1 min 48 s \| |                   |                  |                          |                 |
| |                   |                  |                          |                 |
| Source : ProCyclingStats |                   |                  |                          |                 |
| Classement général |                   |                  |                          |                 |
| Coureur | Coureur           | Pays             | Équipe                   | Temps           |
| 1er | Anthony Perez     | France           | Cofidis                  | 4 h 57 min 26 s |
| 2e | Rui Costa         | Portugal         | Intermarché-Circus-Wanty | + 1 min 11 s    |
| 3e | Andrea Bagioli    | Italie           | Soudal Quick-Step        | + 1 min 11 s    |
| 4e | David Gaudu       | France           | Groupama-FDJ             | + 1 min 13 s    |
| 5e | Quinn Simmons     | États-Unis       | Trek-Segafredo           | + 1 min 13 s    |
| 6e | Mattias Skjelmose | Danemark         | Trek-Segafredo           | + 1 min 34 s    |
| 7e | Georg Zimmermann  | Allemagne        | Intermarché-Circus-Wanty | + 1 min 38 s    |
| 8e | Simon Clarke      | Australie        | Israel-Premier Tech      | + 1 min 41 s    |
| 9e | Corbin Strong     | Nouvelle-Zélande | Israel-Premier Tech      | + 1 min 43 s    |
| 10e | Dorian Godon      | France           | AG2R Citroën Team        | + 1 min 48 s    |

## Liste des participants
| UAE Team Emirates UAD | UAE Team Emirates UAD   | UAE Team Emirates UAD |
| --------------------- | ----------------------- | --------------------- |
| Num                   | Coureur                 | Pos                   |
| 1                     | Diego Ulissi (ITA)      | AB                    |
| 2                     | George Bennett (NZL)    | 32e                   |
| 3                     | Finn Fisher-Black (NZL) | AB                    |
| 4                     | Ryan Gibbons (RSA)      | AB                    |
| 5                     | Davide Formolo (ITA)    | 31e                   |
| 6                     | Felix Groß (GER)        | AB                    |

| Bora-Hansgrohe BOH | Bora-Hansgrohe BOH           | Bora-Hansgrohe BOH |
| ------------------ | ---------------------------- | ------------------ |
| Num                | Coureur                      | Pos                |
| 11                 | Sergio Higuita (COL) (route) | AB                 |
| 12                 | Jai Hindley (AUS)            | 53e                |
| 13                 | Cesare Benedetti (POL)       | 70e                |
| 14                 | Victor Koretzky (FRA)        | 34e                |
| 15                 | Anton Palzer (GER)           | 44e                |
| 16                 | Cian Uijtdebroeks (BEL)      | AB                 |
| 17                 | Frederik Wandahl (DEN)       | 17e                |

| Intermarché-Circus-Wanty ICW | Intermarché-Circus-Wanty ICW | Intermarché-Circus-Wanty ICW |
| ---------------------------- | ---------------------------- | ---------------------------- |
| Num                          | Coureur                      | Pos                          |
| 21                           | Francesco Busatto (ITA)      | 21e                          |
| 22                           | Laurens Huys (BEL)           | AB                           |
| 23                           | Rui Costa (POR)              | 2e                           |
| 25                           | Lorenzo Rota (ITA)           | AB                           |
| 26                           | Lilian Calmejane (FRA)       | 20e                          |
| 27                           | Georg Zimmermann (GER)       | 7e                           |

| Soudal Quick-Step SOQ | Soudal Quick-Step SOQ    | Soudal Quick-Step SOQ |
| --------------------- | ------------------------ | --------------------- |
| Num                   | Coureur                  | Pos                   |
| 31                    | Julian Alaphilippe (FRA) | 16e                   |
| 32                    | Andrea Bagioli (ITA)     | 3e                    |
| 33                    | Rémi Cavagna (FRA)       | 28e                   |
| 34                    | Dries Devenyns (BEL)     | AB                    |
| 35                    | James Knox (GBR)         | AB                    |
| 36                    | Martin Svrček (SVK)      | AB                    |
| 37                    | Ilan Van Wilder (BEL)    | AB                    |

| Groupama-FDJ GFC | Groupama-FDJ GFC         | Groupama-FDJ GFC |
| ---------------- | ------------------------ | ---------------- |
| Num              | Coureur                  | Pos              |
| 41               | David Gaudu (FRA)        | 4e               |
| 42               | Bruno Armirail (FRA)     | AB               |
| 43               | Romain Grégoire (FRA)    | 62e              |
| 44               | Lenny Martinez (FRA)     | AB               |
| 45               | Quentin Pacher (FRA)     | 12e              |
| 46               | Matthieu Ladagnous (FRA) | AB               |
| 47               | Enzo Paleni (FRA)        | 49e              |

| Cofidis COF | Cofidis COF              | Cofidis COF |
| ----------- | ------------------------ | ----------- |
| Num         | Coureur                  | Pos         |
| 51          | Guillaume Martin (FRA)   | 15e         |
| 52          | Eddy Finé (FRA)          | 23e         |
| 53          | Alexandre Delettre (FRA) | 41e         |
| 54          | Victor Lafay (FRA)       | 42e         |
| 55          | Axel Mariault (FRA)      | AB          |
| 56          | Anthony Perez (FRA)      | 1er         |
| 57          | Thomas Champion (FRA)    | AB          |

| Trek-Segafredo TFS | Trek-Segafredo TFS       | Trek-Segafredo TFS |
| ------------------ | ------------------------ | ------------------ |
| Num                | Coureur                  | Pos                |
| 61                 | Mattias Skjelmose (DEN)  | 6e                 |
| 62                 | Julien Bernard (FRA)     | 27e                |
| 63                 | Dario Cataldo (ITA)      | AB                 |
| 64                 | Tony Gallopin (FRA)      | AB                 |
| 66                 | Quinn Simmons (USA)      | 5e                 |
| 67                 | Natnael Tesfatsion (ERI) | AB                 |

| Arkéa-Samsic ARK | Arkéa-Samsic ARK          | Arkéa-Samsic ARK |
| ---------------- | ------------------------- | ---------------- |
| Num              | Coureur                   | Pos              |
| 71               | Louis Barré (FRA)         | AB               |
| 72               | Nacer Bouhanni (FRA)      | 69e              |
| 73               | Alessandro Verre (ITA)    | 58e              |
| 74               | Élie Gesbert (FRA)        | AB               |
| 75               | Clément Champoussin (FRA) | 68e              |
| 76               | Laurent Pichon (FRA)      | AB               |
| 77               | Cristian Rodríguez (ESP)  | 24e              |

| AG2R Citroën Team ACT | AG2R Citroën Team ACT   | AG2R Citroën Team ACT |
| --------------------- | ----------------------- | --------------------- |
| Num                   | Coureur                 | Pos                   |
| 82                    | Clément Venturini (FRA) | AB                    |
| 83                    | Mikaël Cherel (FRA)     | AB                    |
| 84                    | Felix Gall (AUT)        | AB                    |
| 85                    | Dorian Godon (FRA)      | 10e                   |
| 86                    | Nans Peters (FRA)       | 55e                   |
| 87                    | Andrea Vendrame (ITA)   | AB                    |

| Team Jayco AlUla JAY | Team Jayco AlUla JAY       | Team Jayco AlUla JAY |
| -------------------- | -------------------------- | -------------------- |
| Num                  | Coureur                    | Pos                  |
| 91                   | Matteo Sobrero (ITA)       | 36e                  |
| 92                   | Kevin Colleoni (ITA)       | 56e                  |
| 93                   | Alessandro De Marchi (ITA) | 71e                  |
| 94                   | Tsgabu Grmay (ETH)         | AB                   |
| 95                   | Filippo Zana (ITA)         | AB                   |
| 96                   | Jesús David Peña (COL)     | AB                   |

| EF Education-EasyPost EFE | EF Education-EasyPost EFE   | EF Education-EasyPost EFE |
| ------------------------- | --------------------------- | ------------------------- |
| Num                       | Coureur                     | Pos                       |
| 101                       | Esteban Chaves (COL)        | 50e                       |
| 102                       | Jonathan Caicedo (ECU)      | AB                        |
| 103                       | Sean Quinn (USA)            | AB                        |
| 104                       | Alexander Cepeda (ECU)      | 38e                       |
| 105                       | Odd Christian Eiking (NOR)  | 18e                       |
| 106                       | Mikkel Honoré (DEN)         | 45e                       |
| 107                       | Merhawi Kudus (ERI) (route) | 29e                       |

| Team DSM DSM | Team DSM DSM          | Team DSM DSM |
| ------------ | --------------------- | ------------ |
| Num          | Coureur               | Pos          |
| 111          | Romain Bardet (FRA)   | 11e          |
| 112          | Romain Combaud (FRA)  | AB           |
| 113          | Matthew Dinham (AUS)  | 33e          |
| 114          | Chris Hamilton (AUS)  | 52e          |
| 115          | Max Poole (GBR)       | AB           |
| 116          | Martijn Tusveld (NED) | 39e          |
| 117          | Robbe Dhondt (BEL)    | AB           |

| Astana Qazaqstan Team AST | Astana Qazaqstan Team AST | Astana Qazaqstan Team AST |
| ------------------------- | ------------------------- | ------------------------- |
| Num                       | Coureur                   | Pos                       |
| 121                       | Andrey Zeits (KAZ)        | AB                        |
| 122                       | Aleksandr Riabushenko     | 72e                       |
| 123                       | Fabio Felline (ITA)       | AB                        |
| 124                       | Vadim Pronskiy (KAZ)      | 54e                       |
| 125                       | Harold Martín López (ECU) | AB                        |
| 127                       | Nicolas Vinokourov (KAZ)  | AB                        |

| Lotto Dstny LTD | Lotto Dstny LTD           | Lotto Dstny LTD |
| --------------- | ------------------------- | --------------- |
| Num             | Coureur                   | Pos             |
| 131             | Andreas Kron (DEN)        | NP              |
| 132             | Ramses Debruyne (BEL)     | 40e             |
| 133             | Jago Willems (BEL)        | 46e             |
| 134             | Sylvain Moniquet (BEL)    | AB              |
| 135             | Harry Sweeny (AUS)        | 14e             |
| 136             | Lennert Van Eetvelt (BEL) | AB              |
| 137             | Maxim Van Gils (BEL)      | AB              |

| TotalEnergies TEN | TotalEnergies TEN        | TotalEnergies TEN |
| ----------------- | ------------------------ | ----------------- |
| Num               | Coureur                  | Pos               |
| 141               | Pierre Latour (FRA)      | AB                |
| 142               | Alexis Vuillermoz (FRA)  | AB                |
| 143               | Mathieu Burgaudeau (FRA) | 22e               |
| 144               | Fabien Doubey (FRA)      | AB                |
| 145               | Julien Simon (FRA)       | 57e               |
| 146               | Alan Jousseaume (FRA)    | AB                |
| 147               | Paul Ourselin (FRA)      | 47e               |

| Israel-Premier Tech IPT | Israel-Premier Tech IPT | Israel-Premier Tech IPT |
| ----------------------- | ----------------------- | ----------------------- |
| Num                     | Coureur                 | Pos                     |
| 151                     | Michael Woods (CAN)     | AB                      |
| 152                     | Simon Clarke (AUS)      | 8e                      |
| 153                     | Mason Hollyman (GBR)    | AB                      |
| 154                     | Marco Frigo (ITA)       | 59e                     |
| 155                     | Sebastian Berwick (AUS) | AB                      |
| 156                     | Stephen Williams (GBR)  | AB                      |
| 157                     | Corbin Strong (NZL)     | 9e                      |

| Uno-X Pro Cycling Team UXT | Uno-X Pro Cycling Team UXT | Uno-X Pro Cycling Team UXT |
| -------------------------- | -------------------------- | -------------------------- |
| Num                        | Coureur                    | Pos                        |
| 162                        | Torstein Træen (NOR)       | 19e                        |
| 163                        | Marcus Sander Hansen (DEN) | AB                         |
| 164                        | Ådne Holter (NOR)          | AB                         |
| 165                        | Jacob Hindsgaul (DEN)      | AB                         |
| 166                        | Fredrik Dversnes (NOR)     | 43e                        |
| 167                        | Niklas Eg (DEN)            | AB                         |

| Bingoal WB BWB | Bingoal WB BWB            | Bingoal WB BWB |
| -------------- | ------------------------- | -------------- |
| Num            | Coureur                   | Pos            |
| 171            | Alexis Guérin (FRA)       | 37e            |
| 172            | Floris De Tier (BEL)      | 26e            |
| 173            | Johan Meens (BEL)         | AB             |
| 174            | Dimitri Peyskens (BEL)    | AB             |
| 175            | Lennert Teugels (BEL)     | 67e            |
| 176            | Marco Tizza (ITA)         | 35e            |
| 177            | Aaron Van der Beken (BEL) | AB             |

| Tudor Pro Cycling Team TUD | Tudor Pro Cycling Team TUD   | Tudor Pro Cycling Team TUD |
| -------------------------- | ---------------------------- | -------------------------- |
| Num                        | Coureur                      | Pos                        |
| 181                        | Sébastien Reichenbach (SUI)  | 60e                        |
| 182                        | Nils Brun (SUI)              | 48e                        |
| 183                        | Aloïs Charrin (FRA)          | AB                         |
| 184                        | Lucas Eriksson (SWE) (route) | 13e                        |
| 185                        | Simon Pellaud (SUI)          | 30e                        |
| 186                        | Alexander Kamp (DEN) (route) | AB                         |
| 187                        | Roland Thalmann (SUI)        | AB                         |

| Saint Michel-Mavic-Auber 93 AUB | Saint Michel-Mavic-Auber 93 AUB | Saint Michel-Mavic-Auber 93 AUB |
| ------------------------------- | ------------------------------- | ------------------------------- |
| Num                             | Coureur                         | Pos                             |
| 191                             | Romain Cardis (FRA)             | 63e                             |
| 192                             | Thomas Devaux (FRA)             | AB                              |
| 193                             | Nicolas Debeaumarché (FRA)      | 25e                             |
| 194                             | Joris Delbove (FRA)             | AB                              |
| 195                             | Anthony Maldonado (FRA)         | AB                              |
| 196                             | Morne van Niekerk (RSA)         | 64e                             |
| 197                             | Thomas Gachignard (FRA)         | AB                              |

| CIC U Nantes Atlantique UCN | CIC U Nantes Atlantique UCN | CIC U Nantes Atlantique UCN |
| --------------------------- | --------------------------- | --------------------------- |
| Num                         | Coureur                     | Pos                         |
| 201                         | Jordan Jegat (FRA)          | 61e                         |
| 202                         | Yaël Joalland (FRA)         | AB                          |
| 203                         | Léo Danès (FRA)             | 51e                         |
| 204                         | Maël Guégan (FRA)           | AB                          |
| 205                         | Robin Plamondon (CAN)       | 66e                         |
| 206                         | Nolann Mahoudo (FRA)        | AB                          |
| 207                         | Noa Isidore (FRA)           | 65e                         |

| UAE Team Emirates UAD | UAE Team Emirates UAD   | UAE Team Emirates UAD |
| --------------------- | ----------------------- | --------------------- |
| Num                   | Coureur                 | Pos                   |
| 1                     | Diego Ulissi (ITA)      | AB                    |
| 2                     | George Bennett (NZL)    | 32e                   |
| 3                     | Finn Fisher-Black (NZL) | AB                    |
| 4                     | Ryan Gibbons (RSA)      | AB                    |
| 5                     | Davide Formolo (ITA)    | 31e                   |
| 6                     | Felix Groß (GER)        | AB                    |

| Bora-Hansgrohe BOH | Bora-Hansgrohe BOH           | Bora-Hansgrohe BOH |
| ------------------ | ---------------------------- | ------------------ |
| Num                | Coureur                      | Pos                |
| 11                 | Sergio Higuita (COL) (route) | AB                 |
| 12                 | Jai Hindley (AUS)            | 53e                |
| 13                 | Cesare Benedetti (POL)       | 70e                |
| 14                 | Victor Koretzky (FRA)        | 34e                |
| 15                 | Anton Palzer (GER)           | 44e                |
| 16                 | Cian Uijtdebroeks (BEL)      | AB                 |
| 17                 | Frederik Wandahl (DEN)       | 17e                |

| Intermarché-Circus-Wanty ICW | Intermarché-Circus-Wanty ICW | Intermarché-Circus-Wanty ICW |
| ---------------------------- | ---------------------------- | ---------------------------- |
| Num                          | Coureur                      | Pos                          |
| 21                           | Francesco Busatto (ITA)      | 21e                          |
| 22                           | Laurens Huys (BEL)           | AB                           |
| 23                           | Rui Costa (POR)              | 2e                           |
| 25                           | Lorenzo Rota (ITA)           | AB                           |
| 26                           | Lilian Calmejane (FRA)       | 20e                          |
| 27                           | Georg Zimmermann (GER)       | 7e                           |

| Soudal Quick-Step SOQ | Soudal Quick-Step SOQ    | Soudal Quick-Step SOQ |
| --------------------- | ------------------------ | --------------------- |
| Num                   | Coureur                  | Pos                   |
| 31                    | Julian Alaphilippe (FRA) | 16e                   |
| 32                    | Andrea Bagioli (ITA)     | 3e                    |
| 33                    | Rémi Cavagna (FRA)       | 28e                   |
| 34                    | Dries Devenyns (BEL)     | AB                    |
| 35                    | James Knox (GBR)         | AB                    |
| 36                    | Martin Svrček (SVK)      | AB                    |
| 37                    | Ilan Van Wilder (BEL)    | AB                    |

| Groupama-FDJ GFC | Groupama-FDJ GFC         | Groupama-FDJ GFC |
| ---------------- | ------------------------ | ---------------- |
| Num              | Coureur                  | Pos              |
| 41               | David Gaudu (FRA)        | 4e               |
| 42               | Bruno Armirail (FRA)     | AB               |
| 43               | Romain Grégoire (FRA)    | 62e              |
| 44               | Lenny Martinez (FRA)     | AB               |
| 45               | Quentin Pacher (FRA)     | 12e              |
| 46               | Matthieu Ladagnous (FRA) | AB               |
| 47               | Enzo Paleni (FRA)        | 49e              |

| Cofidis COF | Cofidis COF              | Cofidis COF |
| ----------- | ------------------------ | ----------- |
| Num         | Coureur                  | Pos         |
| 51          | Guillaume Martin (FRA)   | 15e         |
| 52          | Eddy Finé (FRA)          | 23e         |
| 53          | Alexandre Delettre (FRA) | 41e         |
| 54          | Victor Lafay (FRA)       | 42e         |
| 55          | Axel Mariault (FRA)      | AB          |
| 56          | Anthony Perez (FRA)      | 1er         |
| 57          | Thomas Champion (FRA)    | AB          |

| Trek-Segafredo TFS | Trek-Segafredo TFS       | Trek-Segafredo TFS |
| ------------------ | ------------------------ | ------------------ |
| Num                | Coureur                  | Pos                |
| 61                 | Mattias Skjelmose (DEN)  | 6e                 |
| 62                 | Julien Bernard (FRA)     | 27e                |
| 63                 | Dario Cataldo (ITA)      | AB                 |
| 64                 | Tony Gallopin (FRA)      | AB                 |
| 66                 | Quinn Simmons (USA)      | 5e                 |
| 67                 | Natnael Tesfatsion (ERI) | AB                 |

| Arkéa-Samsic ARK | Arkéa-Samsic ARK          | Arkéa-Samsic ARK |
| ---------------- | ------------------------- | ---------------- |
| Num              | Coureur                   | Pos              |
| 71               | Louis Barré (FRA)         | AB               |
| 72               | Nacer Bouhanni (FRA)      | 69e              |
| 73               | Alessandro Verre (ITA)    | 58e              |
| 74               | Élie Gesbert (FRA)        | AB               |
| 75               | Clément Champoussin (FRA) | 68e              |
| 76               | Laurent Pichon (FRA)      | AB               |
| 77               | Cristian Rodríguez (ESP)  | 24e              |

| AG2R Citroën Team ACT | AG2R Citroën Team ACT   | AG2R Citroën Team ACT |
| --------------------- | ----------------------- | --------------------- |
| Num                   | Coureur                 | Pos                   |
| 82                    | Clément Venturini (FRA) | AB                    |
| 83                    | Mikaël Cherel (FRA)     | AB                    |
| 84                    | Felix Gall (AUT)        | AB                    |
| 85                    | Dorian Godon (FRA)      | 10e                   |
| 86                    | Nans Peters (FRA)       | 55e                   |
| 87                    | Andrea Vendrame (ITA)   | AB                    |

| Team Jayco AlUla JAY | Team Jayco AlUla JAY       | Team Jayco AlUla JAY |
| -------------------- | -------------------------- | -------------------- |
| Num                  | Coureur                    | Pos                  |
| 91                   | Matteo Sobrero (ITA)       | 36e                  |
| 92                   | Kevin Colleoni (ITA)       | 56e                  |
| 93                   | Alessandro De Marchi (ITA) | 71e                  |
| 94                   | Tsgabu Grmay (ETH)         | AB                   |
| 95                   | Filippo Zana (ITA)         | AB                   |
| 96                   | Jesús David Peña (COL)     | AB                   |

| EF Education-EasyPost EFE | EF Education-EasyPost EFE   | EF Education-EasyPost EFE |
| ------------------------- | --------------------------- | ------------------------- |
| Num                       | Coureur                     | Pos                       |
| 101                       | Esteban Chaves (COL)        | 50e                       |
| 102                       | Jonathan Caicedo (ECU)      | AB                        |
| 103                       | Sean Quinn (USA)            | AB                        |
| 104                       | Alexander Cepeda (ECU)      | 38e                       |
| 105                       | Odd Christian Eiking (NOR)  | 18e                       |
| 106                       | Mikkel Honoré (DEN)         | 45e                       |
| 107                       | Merhawi Kudus (ERI) (route) | 29e                       |

| Team DSM DSM | Team DSM DSM          | Team DSM DSM |
| ------------ | --------------------- | ------------ |
| Num          | Coureur               | Pos          |
| 111          | Romain Bardet (FRA)   | 11e          |
| 112          | Romain Combaud (FRA)  | AB           |
| 113          | Matthew Dinham (AUS)  | 33e          |
| 114          | Chris Hamilton (AUS)  | 52e          |
| 115          | Max Poole (GBR)       | AB           |
| 116          | Martijn Tusveld (NED) | 39e          |
| 117          | Robbe Dhondt (BEL)    | AB           |

| Astana Qazaqstan Team AST | Astana Qazaqstan Team AST | Astana Qazaqstan Team AST |
| ------------------------- | ------------------------- | ------------------------- |
| Num                       | Coureur                   | Pos                       |
| 121                       | Andrey Zeits (KAZ)        | AB                        |
| 122                       | Aleksandr Riabushenko     | 72e                       |
| 123                       | Fabio Felline (ITA)       | AB                        |
| 124                       | Vadim Pronskiy (KAZ)      | 54e                       |
| 125                       | Harold Martín López (ECU) | AB                        |
| 127                       | Nicolas Vinokourov (KAZ)  | AB                        |

| Lotto Dstny LTD | Lotto Dstny LTD           | Lotto Dstny LTD |
| --------------- | ------------------------- | --------------- |
| Num             | Coureur                   | Pos             |
| 131             | Andreas Kron (DEN)        | NP              |
| 132             | Ramses Debruyne (BEL)     | 40e             |
| 133             | Jago Willems (BEL)        | 46e             |
| 134             | Sylvain Moniquet (BEL)    | AB              |
| 135             | Harry Sweeny (AUS)        | 14e             |
| 136             | Lennert Van Eetvelt (BEL) | AB              |
| 137             | Maxim Van Gils (BEL)      | AB              |

| TotalEnergies TEN | TotalEnergies TEN        | TotalEnergies TEN |
| ----------------- | ------------------------ | ----------------- |
| Num               | Coureur                  | Pos               |
| 141               | Pierre Latour (FRA)      | AB                |
| 142               | Alexis Vuillermoz (FRA)  | AB                |
| 143               | Mathieu Burgaudeau (FRA) | 22e               |
| 144               | Fabien Doubey (FRA)      | AB                |
| 145               | Julien Simon (FRA)       | 57e               |
| 146               | Alan Jousseaume (FRA)    | AB                |
| 147               | Paul Ourselin (FRA)      | 47e               |

| Israel-Premier Tech IPT | Israel-Premier Tech IPT | Israel-Premier Tech IPT |
| ----------------------- | ----------------------- | ----------------------- |
| Num                     | Coureur                 | Pos                     |
| 151                     | Michael Woods (CAN)     | AB                      |
| 152                     | Simon Clarke (AUS)      | 8e                      |
| 153                     | Mason Hollyman (GBR)    | AB                      |
| 154                     | Marco Frigo (ITA)       | 59e                     |
| 155                     | Sebastian Berwick (AUS) | AB                      |
| 156                     | Stephen Williams (GBR)  | AB                      |
| 157                     | Corbin Strong (NZL)     | 9e                      |

| Uno-X Pro Cycling Team UXT | Uno-X Pro Cycling Team UXT | Uno-X Pro Cycling Team UXT |
| -------------------------- | -------------------------- | -------------------------- |
| Num                        | Coureur                    | Pos                        |
| 162                        | Torstein Træen (NOR)       | 19e                        |
| 163                        | Marcus Sander Hansen (DEN) | AB                         |
| 164                        | Ådne Holter (NOR)          | AB                         |
| 165                        | Jacob Hindsgaul (DEN)      | AB                         |
| 166                        | Fredrik Dversnes (NOR)     | 43e                        |
| 167                        | Niklas Eg (DEN)            | AB                         |

| Bingoal WB BWB | Bingoal WB BWB            | Bingoal WB BWB |
| -------------- | ------------------------- | -------------- |
| Num            | Coureur                   | Pos            |
| 171            | Alexis Guérin (FRA)       | 37e            |
| 172            | Floris De Tier (BEL)      | 26e            |
| 173            | Johan Meens (BEL)         | AB             |
| 174            | Dimitri Peyskens (BEL)    | AB             |
| 175            | Lennert Teugels (BEL)     | 67e            |
| 176            | Marco Tizza (ITA)         | 35e            |
| 177            | Aaron Van der Beken (BEL) | AB             |

| Tudor Pro Cycling Team TUD | Tudor Pro Cycling Team TUD   | Tudor Pro Cycling Team TUD |
| -------------------------- | ---------------------------- | -------------------------- |
| Num                        | Coureur                      | Pos                        |
| 181                        | Sébastien Reichenbach (SUI)  | 60e                        |
| 182                        | Nils Brun (SUI)              | 48e                        |
| 183                        | Aloïs Charrin (FRA)          | AB                         |
| 184                        | Lucas Eriksson (SWE) (route) | 13e                        |
| 185                        | Simon Pellaud (SUI)          | 30e                        |
| 186                        | Alexander Kamp (DEN) (route) | AB                         |
| 187                        | Roland Thalmann (SUI)        | AB                         |

| Saint Michel-Mavic-Auber 93 AUB | Saint Michel-Mavic-Auber 93 AUB | Saint Michel-Mavic-Auber 93 AUB |
| ------------------------------- | ------------------------------- | ------------------------------- |
| Num                             | Coureur                         | Pos                             |
| 191                             | Romain Cardis (FRA)             | 63e                             |
| 192                             | Thomas Devaux (FRA)             | AB                              |
| 193                             | Nicolas Debeaumarché (FRA)      | 25e                             |
| 194                             | Joris Delbove (FRA)             | AB                              |
| 195                             | Anthony Maldonado (FRA)         | AB                              |
| 196                             | Morne van Niekerk (RSA)         | 64e                             |
| 197                             | Thomas Gachignard (FRA)         | AB                              |

| CIC U Nantes Atlantique UCN | CIC U Nantes Atlantique UCN | CIC U Nantes Atlantique UCN |
| --------------------------- | --------------------------- | --------------------------- |
| Num                         | Coureur                     | Pos                         |
| 201                         | Jordan Jegat (FRA)          | 61e                         |
| 202                         | Yaël Joalland (FRA)         | AB                          |
| 203                         | Léo Danès (FRA)             | 51e                         |
| 204                         | Maël Guégan (FRA)           | AB                          |
| 205                         | Robin Plamondon (CAN)       | 66e                         |
| 206                         | Nolann Mahoudo (FRA)        | AB                          |
| 207                         | Noa Isidore (FRA)           | 65e                         |

### Classements UCI
La course attribue des points au Classement mondial UCI 2023 selon le barème suivant :
| Position   | 1er | 2e  | 3e  | 4e  | 5e | 6e | 7e | 8e | 9e | 10e | 11e | 12e | 13e | 14e | 15e | 16e à 30e | 31e à 40e |
| Classement | 200 | 150 | 125 | 100 | 85 | 70 | 60 | 50 | 40 | 35  | 30  | 25  | 20  | 15  | 10  | 5         | 3         |